# Cherry Grove (Alberta)
Cherry Grove est un hameau (hamlet) de Bonnyville No 87, situé dans la province canadienne d'Alberta.